# Дойц (Кёльн)
Дойц (нем. Deutz, лат. castrum divitensium, сокращённо — Divitia, позже — Duitia, Diuza, Tuitium, Duytz,, Deutsch, на кёльнском диалекте — Дюкс (Düx)) — правобережный район центрального округа Инненштадт города Кёльн (Северный Рейн-Вестфалия, Германия). Имея площадь 524 гектара, является самым большим районом центрального округа Кёльна.
Возникнув на месте старого римского военного лагеря, Дойц вплоть до своего поглощения в 1888 году Кёльном был независимым городом.

## География
Дойц является единственным районом центрального округа Кёльна, расположенным на правоборежье Рейна. На востоке он граничит с административными районами Кальк и Гумбольльдт/Гремберг округа Кальк. На юге находится административный район Полль. На западе и северо-западе Дойц ограничен Рейном, а на северо-востоке граничит с районом Мюльхайм. Транспортно-географическое положение очень удобное, поскольку через Дойц осуществляется интенсивная связь центра Кёльна с остальной правобережной территорией Германии.

## История
В 310 году при императоре Константине Великом римляне соорудили Константинов мост через Рейн для того, чтобы как можно быстрее перебрасывать войска через реку для подавления разраставшихся восстаний германцев. Одновременно мост стал использоваться для торговли. Для обеспечения надёжной охраны моста на правом берегу Рейны была построена крепость Дивития (Kastell Deutz). Пришедшие впоследствии на смену римлянам франки мостом пользовались, но не ремонтировали и через 500 лет он, вероятно, разрушился. Последующие более чем 1000 лет Кёльн оставался без надёжного мостового соединения с противоположным берегом Рейна. Для переправы использовались паромы. Один из них принадлежал кёльнскому архиепископу Бруно Великому (953—965), сдававшего его внаём паромщику.